# Johann Friedrich Gmelin
Aquest autor és citat en taxonomia animal amb el nom «Gmelin».
Johan Friedrich Gmelin (nascut a Tübingen el 8 d'agost del 1748 i mort a Göttingen l'1 de novembre del 1804) fou un naturalista, botànic i entomòleg alemany.
Després de graduar-se en medicina el 1768, aconseguí el lloc de professor de medicina a Tübingen el 1772 i el 1775 aconseguí la càtedra de medicina i química a la Universitat de Göttingen.
El 1788 publicà una nova edició del Systema naturae de Carl von Linné, completant-la amb moltes addicions i modificacions.